# للا مماس
للا مماس هي إحدى الوليات الصالحات بمدينة سلا المغربية، برزت بالمغرب خلال القرن 9هـ/15م عهد الدولة المرينية.

## حياتها
للا مماس امرأة من الغرباء وفدت إلى مدينة سلا خلال القرن 9هـ/15م، هربا من أهلها ومن مسقط رأسها بالجنوب المغربي، وخوفا من عقاب على جناية ارتكبتها، قيل أنها من مدينة تارودانت وقيل غيرها.
عاشت للا مماس بسلا في استقرار وأمان، وشهد لها الناس بالولاية والصلاح، وظهرت لها كرامات عديدة، فاشتهر أمرها عند الكبير والصغير وقصدها العامة والخاصة من مدينة سلا وغيرها طلبا لبركتها ودعائها، وقد تلمس الناس أسباب الشفاء عندها من مرض الأرق، وتردد على الألسنة منذ ذلك الوقت إلى يومنا هذا القول الشائع:
كانت للا مماس امرأة عابدة كثيرة التأمل، تعمل جاهدة لكسب لقمة العيش، وتساعد الناس في قضاء حوائجهم تكفيراً لذنوبها، فأحبها أهل المدينة واحتفوا بها، وكانوا يجتمعون حولها، ويترددون إلى مجلسها. وبعد وفاتها، أقيم لها ضريح بمقر سكناها تكريما لها، وخصص السكان يوماً أسبوعيا لزيارتها وهو يوم الأربعاء، ولايزال هذا الضريح قائماً إلى يومنا هذا، ويحمل الحي اليوم اسمها ويعرف بـ «زنقة للا مماس»، وهو يتوسط باب شعفة وضريح سيدي عبد الله بن حسون وضريح سيدي ابن عاشر بمدينة سلا.